# アジアン セレブレイション
| 専門評論家によるレビュー     | 専門評論家によるレビュー |
| レビュー・スコア             | レビュー・スコア         |
| 出典                         | 評価                     |
| ---------------------------- | ------------------------ |
| Billboard JAPAN （平賀哲雄） | 肯定的                   |

「アジアン セレブレイション」は、Berryz工房の31枚目のシングル。2013年3月13日にアップフロントワークス（ピッコロタウン）から発売された。

## 概要
- 初回限定盤A・B・C・D、通常盤の5形態で発売。初回限定盤A・B・CはCD＋DVD、初回限定盤Dと通常盤はCDのみ。全ての初回限定盤にイベント抽選シリアルナンバーカードが封入されている。
- センターは夏焼雅。メインボーカルは夏焼雅、熊井友理奈、嗣永桃子、菅谷梨沙子、清水佐紀。
- 東映系アニメ映画『プリキュアオールスターズ NewStage2 こころのともだち』応援歌[4]。
- カップリング曲「I like a picnic」は、タイの人気歌手・俳優のBIRDことトンチャイ・メーキンタイの楽曲「กอดกัน(Gaud-gun)」のカバーである。

## 収録曲

### 初回限定盤A・C、通常盤
1. アジアン セレブレイション [4:29]
作詞・作曲：つんく　編曲：平田祥一郎
2. 世界で一番大切な人 [3:54]
作詞・作曲：つんく　編曲：渡辺泰司
3. アジアン セレブレイション (Instrumental) [4:30]

#### 初回限定盤A付属DVD
1. アジアン セレブレイション (Music Video)
2. アジアン セレブレイション (Dance Shot Ver.)

#### 初回限定盤C付属DVD
1. アジアン セレブレイション (Music Video)
2. メイキング映像

### 初回限定盤B・D
1. アジアン セレブレイション [4:29]
2. I like a picnic [3:24]
作詞：Aunnop Chansuta　日本語詞：つんく　作曲：Apisit Opasaimlikit　編曲：AKIRA
3. アジアン セレブレイション (Instrumental) [4:30]

#### 初回限定盤B付属DVD
1. アジアン セレブレイション (Music Video)
2. アジアン セレブレイション (Dance Shot Ver. II)

## 参加ミュージシャン
アジアン セレブレイション
- プログラミング：平田祥一郎
- コーラス：清水佐紀・嗣永桃子・夏焼雅・竹内浩明

世界で一番大切な人
- プログラミング：渡辺泰司
- コーラス：CHINO

I like a picnic
- プログラミング：AKIRA
- コーラス：AKIRA